# Фелклинген
Фелклинген (њем. Völklingen) град је у њемачкој савезној држави Сарланд. Посједује регионалну шифру (AGS) 10041519.

## Географски и демографски подаци
Град се налази на надморској висини од 182–328 метара. Површина општине износи 67,1 km². У самом граду је, према процјени из 2010. године, живјело 40.086 становника. Просјечна густина становништва износи 598 становника/km².

## Међународна сарадња
| Мјесто       | Држава    | Врста сарадње | Од    |
| ------------ | --------- | ------------- | ----- |
|              | Француска | партнерство   | 1984. |
| Форбах       | Француска | партнерство   | 1964. |
| Ар сир Мозел | Француска | партнерство   | 1973. |
| Извор        |           |               |       |